# Kočani orkestar
Kočani orkestar (mаkedonsky Кочани оркестар, bulharsky Кочани oркестър) je makedonská dechová kapela pocházející z města Kočani v Severní Makedonii, po kterém je taktéž pojmenována. Skupina se skládá z deseti členů romského původu vedených zakladatelem skupiny Naatem Veliolem.

## Historie
Historie dechové kapely se datuje už od roku 1913, kdy byl založen její „předchůdce“ pod názvem Duvački orkestar (makedonsky Дувачки оркестар). Tehdy tak učinil, praděd Naata Veliova, Ahmed Veliov. V tradici pokračoval jeho syn Hikmet, který hrál na trubku a v osmdesátých letech vedení kapely převzal jeho syn Naat Veliov, který ji později přejmenoval na Kočani orkestar a roku 1988 se skupina dostala do širšího povědomí veřejnosti díky její muzice ve filmu Dům k pověšení od Emira Kusturici.
Během období spolupráce s Kusturicou vydala skupina své první mezinárodní album L'Orient Est Rouge nahrané v roce 1997 ve studiu makedonského rozhlasu a televize. Album se posléze objevilo na časopisu belgické gramofonové společnosti Crammed disks, což značilo velký úspěch a kapela tak mohla zahájit své mezinárodní turné. Na podzim roku 1999 v kapele započaly menší neshody ohledně výběru hudby, hudebních nástrojů a produkce. Naat Veliov, vedoucí skupiny, se tedy rozhodl, že se kapela rozdělí na dvě části — první část byla skupina s Naatem Veliovem, ke kterému se přidala většina hudebníků z jeho rodiny a druhá část byla složena ze zbylých hudebníků, kde se šéfem skupiny stal Ismail Saliev. Druhá část skupiny si ponechala jméno Kočani orkestar, aby nedošlo ke ztrátě doposud vybudované reputace, kterou si skupina během dvou let získala. Po smrti Ismaila Selieva se obě části skupiny spojily dohromady a do dnešních dní (2020) vystupují společně.

## Charakteristika hudby
Ač je Kočani okrestar považován za dechovou kapelu, tak přesto její hudebníci používají místy i jiné nástroje než dechové — nejčastěji bubny a darbuku. Muzika je velice živá a vychází z romského, tureckého a balkánského folklóru.

## Diskografie
- A Gypsy Brass Band (1995)
- L'Orient Est Rouge (1998)
- Gypsy Mambo (1999)
- Cigance (2000)
- Ulixes (2001)
- Alone At My Wedding (2002)
- The Ravished Bride (2008)